# Mirror (Lil Wayne)
Mirror è un brano musicale del rapper statunitense Lil Wayne, pubblicato come quinto singolo estratto dal suo nono album studio, Tha Carter IV. Il brano figura il featuring di Bruno Mars che ha prodotto con lui il brano. È stato reso disponibile per il download digitale e per l'airplay radiofonico il 1º novembre 2011 negli Stati Uniti, mentre il 30 gennaio 2012 nel Regno Unito.
Il video è uno di quelli che hanno ottenuto la certificazione Vevo.

## Descrizione
Il testo della canzone è stato scritto da Lil Wayne insieme a Bruno Mars e parla della vita e degli affetti del successo, dicendo che la sua immagine riflessa nello specchio è stato  il suo unico vero fan. Il brano è stato descritto da Exclaim! come una ballata rap.

## Video musicale
È stato prodotto un video musicale per Mirror, girato a novembre 2011 dal regista Antoine Fuqua.
Il video ha ottenuto la certificazione Vevo.

## Accoglienza
Il brano ha ricevuto eccellenti giudizi dalla maggioranza dei critici musicali, che ha lodato diversi punti del brano, in particolare la profondità del testo, lodando molto anche il ritornello di Bruno Mars, che a detta di molti arricchisce molto il brano. Diversi critici musicali hanno definito il brano come il migliore di Wayne.

## Tracce
1. Mirror – 3:48

## Classifiche
| Classifica (2011) | Posizione maggiore |
| ----------------- | ------------------ |
| Australia         | 26                 |
| Belgio (Fiandre)  | 11                 |
| Belgio (Vallonia) | 45                 |
| Canada            | 44                 |
| Danimarca         | 12                 |
| Francia           | 22                 |
| Irlanda           | 21                 |
| Italia            | 62                 |
| Nuova Zelanda     | 37                 |
| Paesi Bassi       | 14                 |
| Regno Unito       | 17                 |
| Stati Uniti       | 16                 |
| Stati Uniti (R&B) | 69                 |
| Svezia            | 54                 |
| Svizzera          | 35                 |